# Lake and Peninsula (distrito)
O Distrito de Lake and Peninsula é um dos 18 distritos organizados do estado americano do Alasca. É um distrito organizado, ou seja, que possui o poder e o dever de fornecer certos serviços públicos aos seus habitantes. Sua sede de distrito é King Salmon. Possui uma área de 80 049 km², uma população de 1 823 habitantes e uma densidade demográfica de menos de 0,05 hab/km².